# 相撲鍋

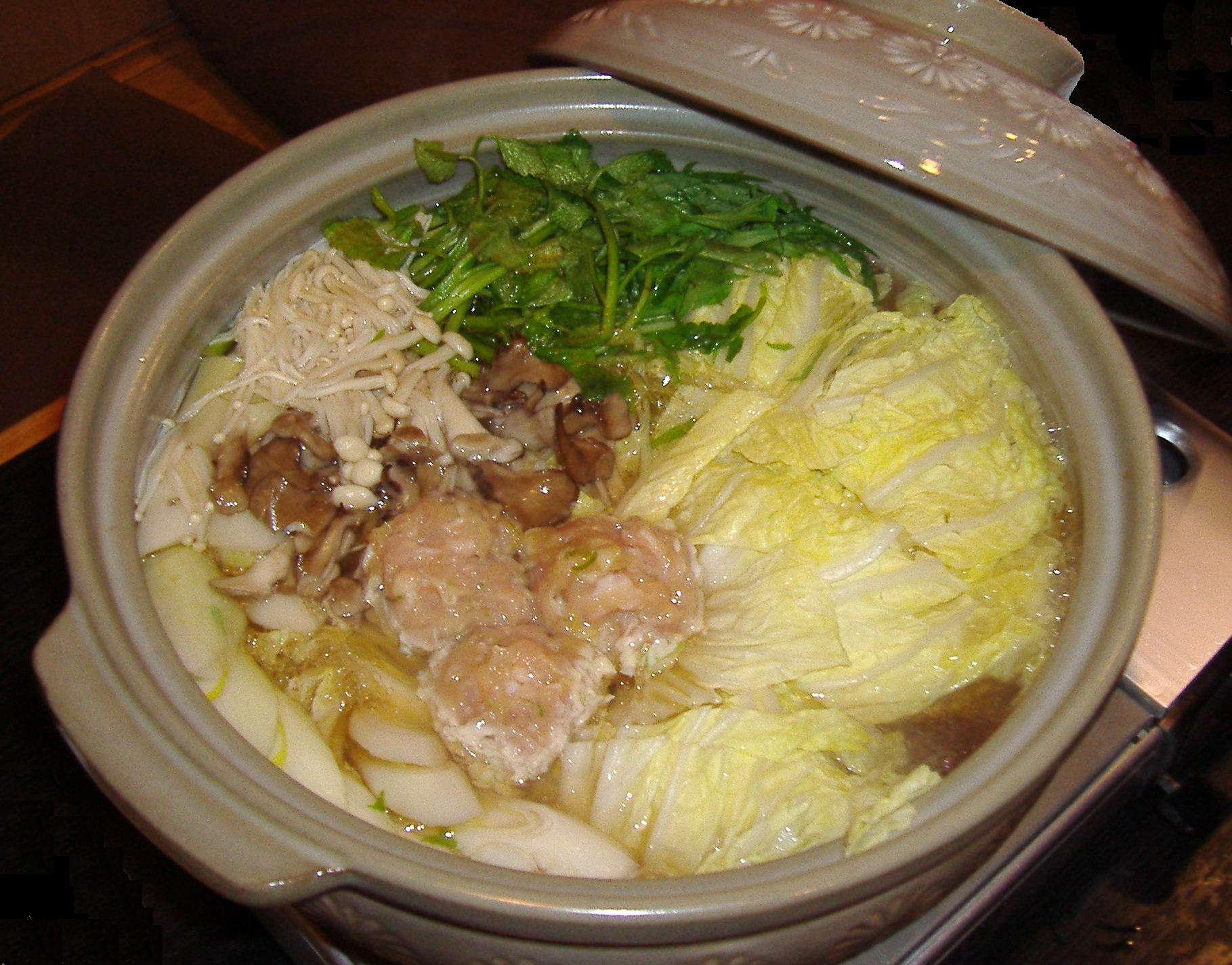
相撲火鍋

相撲火鍋（日语：／ Chankonabe */?）是一種日式火鍋。相傳其最早由第19代橫綱出羽海部屋常陸山谷右衛門所發明，這種飯食也是在初入門弟子關取開始稽古時每天必須負責的雜役。原本是為相撲力士培養龐大體格所開發的料理，隨著許多相撲力士在退役後經營火鍋店，現亦成為大眾飲食之一。
相撲火鍋較一般火鍋內含較多的蛋白質和膠質。傳統上相撲火鍋食材以魚肉及禽類如雞肉為主，盡量避免採用牛、羊、豬等畜肉，因家畜為四腳動物，而四肢著地在相撲意味著敗北，正規相撲力士部屋仍嚴守此規，但現代以來店家烹調的相撲火鍋食材禁忌則多有放寬；同時其特色為份量大、食材豐富，食量巨大的相撲力士可以一人吃一鍋甚至更多，但一般人則通常多人共食一鍋。相撲火鍋的吃法與其他火鍋一樣，但是有在吃完後會加入寬粉條吃完後再加入白飯的三次吃法。

## 軼聞
在相撲部屋，傳統上根據資歷，親方和任何客人可優先享用相撲火鍋，之後是關取，新弟子則可能只分得湯汁。
相撲火鍋本身是健康的食物。相撲力士身形龐大是因爲他們早上空腹劇烈運動，之後大量進食飲酒和午睡而日漸增重。